# Trouhans
Trouhans ist eine französische Gemeinde mit 610 Einwohnern (Stand: 1. Januar 2022) im Département Côte-d’Or in der Region Bourgogne-Franche-Comté. Sie gehört zum Kanton Brazey-en-Plaine und zum Arrondissement Beaune.

## Geografie
Nachbargemeinden sind Tart-l’Abbaye im Norden, Tréclun im Nordosten, Champdôtre und Les Maillys im Osten, Échenon im Südosten, Saint-Usage im Südwesten und Montot im Westen.
Die Route nationale 476 tangiert Trouhans.
Die Gemeinde hatte früher einen Bahnhof an der Bahnstrecke Gray–Saint-Jean-de-Losne.

## Bevölkerungsentwicklung
| Jahr                       | 1962 | 1968 | 1975 | 1982 | 1990 | 1999 | 2008 | 2015 |
| -------------------------- | ---- | ---- | ---- | ---- | ---- | ---- | ---- | ---- |
| Einwohner                  | 544  | 540  | 508  | 604  | 674  | 628  | 635  | 617  |
| Quellen: Cassini und INSEE |      |      |      |      |      |      |      |      |